# Віктор Мусі
Віктор Мусі (фр. Viktor Musi) — французький художник українського походження.

## Біографія
Віктор Мусі народився в СРСР, в місті Кременчук — УРСР.
З 1974 по 1978 рік навчався в Кременчуцькій художній школі — акварель, скульптура.
У 1982 році Віктор Мусі закінчив та отримав «Диплом з відзнакою» Харківського державного художнього училища (ХДХУ) — викладачі Киянській Ю. І., Капшук А. І.
З 1984 по 1985 рік навчався як вільний слухач у Санкт-Петербурзькій Академіі мистецтв, його викладачем був Генадій Манашеров.
З 1986 по 1990 рік Віктор Мусі працює викладачем в Кременчуцкій художній школі та карикатуристом у місцевих та обласних газетах
. З 1990 по 1992 рік працює декоратором інтер'єрів, а з 1990 по 1995 рік — автор багатьох монументних фресок в місті Кременчук та Полтавській області.
У 1989 році став членом Молодіжної спілки художників СРСР.
В 1991 році в місті Бад-Мюнстерайфель передмістя міста Бонн, тодішноï столиці ФРН, відбулася перша персональна виставка Віктора Мусі за кордоном. Під час цієї виставки Віктор Мусі знайомиться з відомим письменником та радянським дисидентом Копелевим Левом Зиновійовичем. Це знайомство зіграло важливу роль в формуванні політичноï свідомості художника. Ось, що написав тоді про виставку в книзі відгуків Лев Копелев, вражений творчістю Віктора Мусі : 
| " Який поетичний живопис. Справді чудове мистецтво. Дякую! Дякую!" |
1995 року став членом Спілки художників Украïни.
1998 року Віктор Мусі реалізує логотип всесвітньо відомого півмарафону «Винний шлях» фр. Route du vin. Люксембург. Цього ж року Віктор Мусі у Парижі отримав Почесний диплом та Атестацію на щорічному конкурсі «Займайтесь живописом на Елісейських полях», організованому мерією міста Париж, «Комітетом Елісейських Полів» (фр. "Comite des Champs-Elysees") та Паризьким журналом мистецтва «Артист».
- 1999 рік — перша персональна виставка Віктора Мусі в Парижі, «Галерея Ів Муніер».

1999 року Домінік Бош, редактор журналу «Артист», запросив  Віктора Мусі написати статтю про його техніку живопису. 
2004 року він був консультантом фільму Іва Родрігеса «Сорочинський Ярмарок» за Гоголем. Фільм був знятий у 2004—2005 роках в Україні у історичному селі Талова Балка Кіровоградської області та селі Великі Сорочинці Полтавської області. Прем'єра фільму відбулась у жовтні 2007 року в «Музеї людини (Париж)», що на Трокадеро (Париж, Франція).
- 2000 року в місті Париж за картину «Останній вечір» Віктор Мусі отримав Почесний диплом та срібну медаль в номінації «Мистецтво»[11] від комітету «Заслуга та Відданість Франції». Почесними членами цього комітету були академік Андре Моруа, письменник та біолог Жан Ростан, фізик Луі Ле Пренс Ренге, хірург Крістіан Каброль, акторка Мішель Морган, драматург Марсель Ашар, кінорежисер Жерар Урі, співак Шарль Азнавур, мореплавець Жерар д'Абовіль.

2000 року Віктор Мусі написав збірку поезії українською мовою «Люксембурзька Весна».
У 2003—2004 роках Віктор Mусi створив серію картин на тему «Танець». Ця серія створена на основі ескізів, зроблених безпосередньо в «Академії танцю Понселе» Бернарда Буше — першого танцівника балету Державної паризької опери (Державна паризька опера) (фр. Opéra de Paris) та професора Школи танцю балету Державної паризької опери Державна паризька опера. Картини були виставлені вперше 2004 року в галереї «Арт-клуб» (Париж, Франції).
Віктор Мусі — учасник багатьох міжнародних виставок сучасного мистецтва — Росія, Україна, Німеччина, Голландія, Бельгія, Люксембург, США, Франція.
2011 року відбулася велика ретроспектива творів Віктора Мусі «Двадцять-5» — «1986—2011, 25 років творчої діяльності», «Замок Віанден». Віанден, Люксембург. 2011.
Живе та працює в місті Париж, Франція.

## Цитати
| «Це завжди вражає відкрити для себе світ художника. І я дуже щасливий, що Віктор Мусі відкрив для мене свій світ. Він створив власний рай на землі: зірки, фрукти, тюльпани, зплетіння, листя всіх можливих розмірів та форм, загострені, зелені або червоні. Все здається поетично блукаючим у просторі, всіяному синіми крапками, в той час коли вони регулюються чіткою і жорстокою композицією та зашифровані за допомогою методу та техніки, які ненав'язливо домінують». |
Даніель Альков (фр. Daniel Alkouffe), французький мистецтвознавець, заслужений куратор музею Лувр (Париж, 2010).
| "...Все рухається в нескінченному русі в морі знаків і форм, які занурюють нас у світ головокружіння, що починається знову і знову". |
Жерард Хурігуєра (фр. Gerard Xuriguera), французький художній критик, письменник (Париж, 2001).

Viktor Musi. " Composition N 2 ". 195 Х 130

## Основні виставки
- «Сучасне Украïнське Мистецтво». Центр мистецтв Єльского Університету. Нью-Йорк. США. 1992.
- «Сучасне Украïнське Мистецтво». Шоате Роземарі Холл. Нью-Йорк. США. 1992.
- «Європейський Парламент». Люксембург (місто). Люксембург. 1994.
- «Європейський парламент». Страсбург. Франція. 1995
- «Республіканська виставка молодих художників». ЦБХ, Київ, Україна.
- «Муніципальна Галерея». Бад — Хомбург. Німеччина. 1994.
- «Карусель Лувра». Лувр. Париж. Франція. 2002.
- «Галерея Куінтас Дас Крусадас». Сінтра. Португалія .2002.
- «Галерея Ів Мюніер». Париж. Франція. 1997.
- «Арт-Клуб Галерея». Париж. Франція. 2005
- "Замок Гофбург. Відень Австрія. 1996.
- ОЕСР. Париж Франція. 2011
- Ретроспектива «Двадцять-5» — «1986—2011: 25 років творчої діяльності». «Замок Віанден». Віанден. Люксембург. 2011.

## Преса
- Національна бібліографія України. ст. 46. Україна.
- Газета «Ouest France». Стаття «Віктор Мусі підпалює "Галерею Понтжірард"» від 10 серпня 2010 року. Франція.
- Газета «L'ECHOE». «Кольори Віктора Мусі» за серпень 2010 року. Нижня — Нормандія, Франція.
- Газета «Luxemburger Wort». Стаття «Чудові натюрморти та портрети. Віктор Мусі в Cercle Munster», 2006. Велике Герцогство Люксембург.
- Журнал «L'essentie de la PSYCHO». Стаття «Віктор Мусі в усьому його обсязі». № 6 за січень 2010 року. Франція.
- ELLE. Квітень 2006 року. Росія-Україна.
- Журнал «Прогрес» (фр. «Le Progrés»). Стаття «Віктор Мусі, український художник снів». № 49244 від 10 червня 2006. Франція.
- Журнал «Feminin PSYCHO». № 25 за грудень 2005 року. Франція.
- Газета «Tageblatt». Стаття «Віктор Мусі в замку Vianden» за 2004 рік. Велике герцогство Люксембург.
- Журнал «KyivCult». Стаття: «Париж — мекка українських художників протягом 150 років». № 9 (67) за вересень 2003 року. Київ, Україна.
- Журнал «WIESBADENER KURIER». Стаття «Віктор Мусі. Світло зсередини». №196/48 від 24 серпня 1992. Німеччина.
- Журнал «Artistes». Стаття «Віктор Мусі — намалюй мені тюльпан» за червень/липень 1999 року. Париж, Франція.